# Kamo : L'Agence Babel
Pour les articles homonymes, voir Babel.
 (septembre 2016).
Si vous disposez d'ouvrages ou d'articles de référence ou si vous connaissez des sites web de qualité traitant du thème abordé ici, merci de compléter l'article en donnant les références utiles à sa vérifiabilité et en les liant à la section « Notes et références ».
Kamo : L'Agence Babel est un roman jeunesse écrit par Daniel Pennac, avec des illustrations de Jean-Philippe Chabot, et  paru en 1992 dans la collection Folio Junior (n° 800), aux éditions Gallimard Jeunesse. Le roman a fait l'objet d'une prépublication dans le mensuel Je Bouquine des éditions Bayard en février 1987, sous le titre Le mystère Kamo et illustré par Jean-Louis Floch.

## Résumé
Kamo a de très mauvaises notes en anglais, sa mère est furieuse. En guise d'excuse, il lui reproche d'être incapable de conserver un emploi plus de quelques semaines. Sa mère lui propose un marché : si elle parvient à garder un emploi plus de 3 mois, Kamo aura 3 mois pour apprendre l'anglais. Sa mère se passionne pour son travail, et c'est au tour de Kamo de remplir la deuxième partie du contrat. Pour ce faire, il communique avec une correspondante anglaise, Catherine Earnshaw, par l'intermédiaire de l'agence Babel. Le narrateur (aussi le traducteur de Kamo), meilleur ami de Kamo, décide de mener l'enquête sur cette correspondante qu'il trouve de plus en plus étrange.
1. ↑  Kamo. L'agence Babel chez Gallimard Jeunesse - Folio Junior
2. ↑  Philippe MAGNERON, « Je Bouquine », sur www.bedetheque.com (consulté le 21 juin 2021)